# Juan Bautista de Anza Trail
Le Juan Bautista de Anza Trail, ou Anza Trail, est un sentier de randonnée américain entre l'Arizona et la Californie. Long de 1 210 milles, il s'inscrit sur les traces de l'expédition menée par Juan Bautista de Anza en 1775-1776. Il est classé National Historic Trail depuis 1990.